# 镰豹蛛
镰豹蛛（学名：Pardosa falcata）为狼蛛科豹蛛属的动物。在中国大陆，分布于北京、河北、甘肃、新疆、吉林等地。该物种的模式产地在北京、甘肃。